# Kirklevington
Kirklevington is een civil parish in het bestuurlijke gebied Stockton-on-Tees, in het Engelse graafschap North Yorkshire met 1361 inwoners.